# Pierre Petiteau
Pierre Petiteau (La Rèula, Gironda, 14 de maig de 1899 - Bordeus, Gironda, 9 d'abril de 1974) va ser un jugador de rugbi a 15 francès que va competir a començaments del segle xx.
El 1920 va ser seleccionat per jugar amb la selecció francesa de rugbi a 15 que va prendre part en els Jocs Olímpics d'Anvers, on guanyà la medalla de plata.
A nivell de clubs jugà al Stade Bordelais, al Racing Club de France, equip amb el qual fou finalista del Campionat de França de rugbi a 15 de 1919-1920, i al FC Auch.